# EI24
EI24 (англ. EI24, autophagy associated transmembrane protein) – білок, який кодується однойменним геном, розташованим у людей на короткому плечі 11-ї хромосоми. Довжина поліпептидного ланцюга білка становить 340 амінокислот, а молекулярна маса — 38 965.
| 10         |  | 20         |  | 30         |  | 40         |  | 50         |
| ---------- |  | ---------- |  | ---------- |  | ---------- |  | ---------- |
| MADSVKTFLQ |  | DLARGIKDSI |  | WGICTISKLD |  | ARIQQKREEQ |  | RRRRASSVLA |
| QRRAQSIERK |  | QESEPRIVSR |  | IFQCCAWNGG |  | VFWFSLLLFY |  | RVFIPVLQSV |
| TARIIGDPSL |  | HGDVWSWLEF |  | FLTSIFSALW |  | VLPLFVLSKV |  | VNAIWFQDIA |
| DLAFEVSGRK |  | PHPFPSVSKI |  | IADMLFNLLL |  | QALFLIQGMF |  | VSLFPIHLVG |
| QLVSLLHMSL |  | LYSLYCFEYR |  | WFNKGIEMHQ |  | RLSNIERNWP |  | YYFGFGLPLA |
| FLTAMQSSYI |  | ISGCLFSILF |  | PLFIISANEA |  | KTPGKAYLFQ |  | LRLFSLVVFL |
| SNRLFHKTVY |  | LQSALSSSTS |  | AEKFPSPHPS |  | PAKLKATAGH |  |            |

A: Аланін

C: Цистеїн

D: Аспарагінова кислота

E: Глутамінова кислота

F: Фенілаланін

G: Гліцин

H: Гістидин

I: Ізолейцин

K: Лізин

L: Лейцин

M: Метіонін

N: Аспарагін

P: Пролін

Q: Глутамін

R: Аргінін

S: Серин

T: Треонін

V: Валін

W: Триптофан

Кодований геном білок за функцією належить до фосфопротеїнів. 
Задіяний у таких біологічних процесах, як апоптоз, автофагія, ацетилювання, альтернативний сплайсинг. 
Локалізований у цитоплазмі, ядрі, мембрані, ендоплазматичному ретикулумі.